# John Eston (cónego)
John Eston (fl. década de 1400 - década de 1420) foi um cónego de Windsor de 1406 a 1422.

## Carreira
Ele foi nomeado:
- Prebendário de East Marden em Chichester

Ele foi nomeado para a oitava bancada na Capela de São Jorge, Castelo de Windsor em 1406 e ocupou a canonaria até 1422.